# Medaglia d'oro dell'architettura
La Medaglia d'oro dell'architettura (in spagnolo Medalla de Oro de la Arquitectura) è il più prestigioso riconoscimento concesso dal Consiglio superiore dell'Ordine degli architetti spagnolo (Consejo Superior de los Colegios de Arquitectos de España, CSCAE). Riconosce i meriti di istituzioni e persone che si siano distinte per il loro impegno a favore dell'architettura e della professione di architetto. Si concede, in vita, a persone o istituzioni che si siano distinte specialmente in uno dei campi seguenti:
- La promozione dell'architettura come bene culturale dei popoli e integrata nelle belle arti.
- Lo sviluppo dell'architettura nel raggiungimento del benessere socioeconomico.
- La divulgazione di argomento architettonico e dell'impegno degli architetti.
- La difesa e il miglioramento dell'immagine dell'architetto.
- L'esercizio molto rilevante della professione di architetto.

La prima medaglia d'oro fu conferita a Juan Carlos I. L'ha ricevuta anche l'Aga Khan. La premiazione ha luogo nel mese di novembre.
Nel 2016, un gruppo di architetti fra cui Inés Sánchez de Madariaga, codirettrice del progetto Gendered Innovations, della Commissione Europea e dell'Università di Stanford ed ex presidente del Comitato di Esperti della Commissione europea, la curatrice Ariadna Cantís, Martha Thorne, direttrice del Premio Pritzker; e le disegnatrici Izaskun Chinchilla (Izaskun Chinchilla Architects), Blanca Lleó e Carmen Espegel (espegel-fisac), indirizzarono una petizione al Presidente del Consiglio superiore dell'Ordine degli architetti spagnolo richiedendo una rappresentazione equilibrata di uomini e donne nella giuria e fra i premiati, dato che nei 35 anni di conferimento del Premio non era stata premiata nessuna donna.

## Architetti premiati
- 1981 Félix Candela
- 1981 Josep Lluís Sert
- 1988 Alejandro de la Sota
- 1988 Álvaro Siza
- 1989 Francisco Javier Sáenz de Oiza
- 1990 Francisco Cabrero
- 1990 Oriol Bohigas
- 1991 Julio Cano Lasso
- 1992 José Antonio Corrales
- 1992 Ramón Vázquez Molezún
- 1994 Miguel Fisac
- 1996 Joaquín Vaquero Palacios
- 1998 Fernando Chueca Goitia
- 2000 Rafael de La-Hoz Arderius
- 2002 Antonio Fernández Alba
- 2004 Luis Peña Ganchegui
- 2006 Rafael Moneo
- 2008 Juan Navarro Baldeweg
- 2010 Manuel Gallego Jorreto[3]
- 2012 Javier Carvajal Ferrer[4]
- 2014 Antonio Cruz Villalón e Antonio Ortiz
- 2016 Víctor López Cotelo e Guillermo Vázquez Consuegra.[5][6]